# Jamie Lowery
James Matthew Lowery, plus connu sous le nom de Jamie Lowery (né le 15 janvier 1961 à Port Alberni en Colombie-Britannique) est un joueur de soccer international canadien, qui évoluait au poste de milieu de terrain.

## Biographie

### Carrière en sélection
Avec l'équipe du Canada, il dispute 20 matchs (pour un but inscrit) entre 1986 et 1991. Il figure notamment dans le groupe des sélectionnés lors de la coupe du monde de 1986. Lors du mondial, il joue un match contre l'équipe de France.
Il participe également à la Gold Cup de 1991.